# Rehab (bài hát của Amy Winehouse)
"Rehab" là một bài hát của nghệ sĩ thu âm người Anh quốc Amy Winehouse nằm trong album phòng thu thứ hai và cũng là cuối cùng của cô, Back to Black (2006). Nó được phát hành vào ngày 23 tháng 10 năm 2006 như là đĩa đơn đầu tiên trích từ album bởi Island Records. Bài hát được viết lời bởi Winehouse, trong khi phần sản xuất được đảm nhiệm bởi Mark Ronson, người cũng tham gia sản xuất cho hầu hết những tác phẩm từ Back to Black. "Rehab" là một bản soul và R&B với nội dung mang tính chất tự truyện về việc nữ ca sĩ từ chối đến trại cai nghiện. Trước khi nó được chọn làm đĩa đơn mở đường cho album, chủ tịch của Island Records Darcus Beese mong muốn sẽ phát hành "You Know I'm No Good" làm đĩa đơn trước, nhưng sau khi được thuyết phục bởi nhiều nhân viên hãng đĩa về tiềm năng của bài hát, ông đã thay đổi quyết định. Một phiên bản phối lại chính thức của "Rehab" với sự tham gia góp giọng của Jay-Z, cũng được phát hành.
Sau khi phát hành, "Rehab" nhận được những phản ứng tích cực từ các nhà phê bình âm nhạc, trong đó họ đánh giá cao giai điệu hấp dẫn, chất giọng của Winehouse và quá trình sản xuất nó, đồng thời so sánh chất giọng của nữ ca sĩ với Ella Fitzgerald. Ngoài ra, bài hát còn gặt hái nhiều giải thưởng và đề cử tại những lễ trao giải lớn, bao gồm chiến thắng ba giải Grammy cho Thu âm của năm, Bài hát của năm và Trình diễn giọng pop nữ xuất sắc nhất tại lễ trao giải thường niên lần thứ 50. "Rehab" cũng tiếp nhận những thành công vượt trội về mặt thương mại, đứng đầu các bảng xếp hạng ở Hungary và Na Uy, đồng thời lọt vào top 10 ở nhiều quốc gia bài hát xuất hiện, bao gồm những thị trường lớn như Canada, Đan Mạch, Tây Ban Nha và Vương quốc Anh. Tại Hoa Kỳ, nó đạt vị trí thứ chín trên bảng xếp hạng Billboard Hot 100, trở thành đĩa đơn đầu tiên và duy nhất trong sự nghiệp của Winehouse vươn đến top 10 tại đây.
Video ca nhạc cho "Rehab" được đạo diễn bởi Phil Griffin, trong đó Winehouse hát ở nhiều bối cảnh khác nhau trong một căn nhà với ban nhạc đang chơi nhạc ở xung quanh, trước khi kết thúc với cảnh cô nằm trong một trại cai nghiện. Nó đã nhận được một đề cử tại giải Video âm nhạc của MTV năm 2007 ở hạng mục Video của năm. Để quảng bá bài hát, nữ ca sĩ đã trình diễn "Rehab" trên nhiều chương trình truyền hình và lễ trao giải lớn, bao gồm Late Show with David Letterman, The Tonight Show with Jay Leno, Top of the Pops và giải Brit năm 2007, cũng như trong nhiều chuyến lưu diễn của cô. Được ghi nhận là bài hát trứ danh trong sự nghiệp của Winehouse, bài hát đã được hát lại và sử dụng làm nhạc mẫu bởi nhiều nghệ sĩ, như Kanye West, Fergie, Hot Chip, Lea Salonga, Paolo Nutini và dàn diễn viên của Glee, cũng như xuất hiện trong nhiều tác phẩm điện ảnh và truyền hình khác nhau, như Hidden Palms, Men in Trees, Nip/Tuck và Ozark.

## Danh sách bài hát
| Đĩa CD #1 tại châu Âu 1. "Rehab" (bản album) — 3:36 2. "Do Me Good" — 4:20 Đĩa CD #2 tại châu Âu 1. "Rehab" (bản album) — 3:36 2. "Close to the Front" — 4:35 3. "Rehab" (Desert Eagle Discs Vocal phối) — 5:00 | Tải kĩ thuật số - Bản phối lại 1. "Rehab" (phối lại) (hợp tác với Jay-Z) — 3:52 Tải kĩ thuật số - EP Remixes & B-Sides (2015) 1. "Rehab" (bản demo) — 3:38 2. "Rehab" (Vodafone trực tiếp tại TBA) — 3:41 3. "Rehab" (Hot Chip phối lại) — 6:58 4. "Rehab" (Pharoahe Monch phối lại) — 3:36 5. "Rehab" (phối lại) (hợp tác với Jay-Z) — 3:52 |

'

## Xếp hạng
| Bảng xếp hạng (2006-11)                    | Vị trí cao nhất |
| ------------------------------------------ | --------------- |
| Úc (ARIA)                                  | 27              |
| Áo (Ö3 Austria Top 40)                     | 19              |
| Bỉ (Ultratop 50 Flanders)                  | 10              |
| Bỉ (Ultratop 50 Wallonia)                  | 24              |
| Canada (Canadian Hot 100)                  | 10              |
| Cộng hòa Séc (Rádio Top 100 Oficiální)     | 49              |
| Đan Mạch (Tracklisten)                     | 5               |
| Châu Âu Hot 100 Singles (Billboard)        | 23              |
| Phần Lan (Suomen virallinen lista)         | 15              |
| Pháp (SNEP)                                | 11              |
| Đức (GfK)                                  | 23              |
| Hungary (Rádiós Top 40)                    | 1               |
| Ireland (IRMA)                             | 21              |
| Israel (Media Forest)                      | 2               |
| Ý (FIMI)                                   | 11              |
| Nhật Bản (Japan Hot 100)                   | 84              |
| Hà Lan (Dutch Top 40)                      | 17              |
| Hà Lan (Single Top 100)                    | 13              |
| New Zealand (Recorded Music NZ)            | 12              |
| Na Uy (VG-lista)                           | 1               |
| Bồ Đào Nha Nhạc số (Billboard)             | 3               |
| Slovakia (Rádio Top 100 Oficiálna)         | 77              |
| Tây Ban Nha (PROMUSICAE)                   | 3               |
| Thụy Điển (Sverigetopplistan)              | 51              |
| Thụy Sĩ (Schweizer Hitparade)              | 11              |
| Anh Quốc (OCC)                             | 7               |
| Hoa Kỳ Billboard Hot 100                   | 9               |
| Hoa Kỳ Adult Pop Airplay (Billboard)       | 14              |
| Hoa Kỳ Adult Alternative Songs (Billboard) | 7               |
| Hoa Kỳ Alternative Songs (Billboard)       | 32              |
| Hoa Kỳ Dance/Mix Show Airplay (Billboard)  | 3               |
| Hoa Kỳ Pop Airplay (Billboard)             | 13              |
| Hoa Kỳ Rhythmic (Billboard)                | 34              |

| Bảng xếp hạng (2006)                  | Vị trí |
| ------------------------------------- | ------ |
| UK Singles (Official Charts Company)  | 85     |
| Bảng xếp hạng (2007)                  | Vị trí |
| Austria (Ö3 Austria Top 40)           | 68     |
| Belgium (Ultratop 50 Flanders)        | 41     |
| Europe (European Hot 100 Singles)     | 53     |
| Hungary (Rádiós Top 40)               | 16     |
| Netherlands (Dutch Top 40)            | 112    |
| Netherlands (Single Top 100)          | 70     |
| Switzerland (Schweizer Hitparade)     | 38     |
| UK Singles (Official Charts Company)  | 56     |
| US Billboard Hot 100                  | 74     |
| US Dance/Mix Show Airplay (Billboard) | 24     |
| Bảng xếp hạng (2008)                  | Vị trí |
| Austria (Ö3 Austria Top 40)           | 69     |
| Belgium (Ultratop 50 Flanders)        | 69     |
| Belgium (Ultratop 50 Wallonia)        | 53     |
| Hungary (Rádiós Top 40)               | 21     |
| Spain (PROMUSICAE)                    | 16     |
| Switzerland (Schweizer Hitparade)     | 45     |
| UK Singles (Official Charts Company)  | 200    |

## Chứng nhận
| Quốc gia                                                                           | Chứng nhận  | Số đơn vị/doanh số chứng nhận |
| ---------------------------------------------------------------------------------- | ----------- | ----------------------------- |
| Bỉ (BEA)                                                                           | Vàng        | 15.000*                       |
| Đan Mạch (IFPI Đan Mạch)                                                           | Bạch kim    | 15.000^                       |
| Ý (FIMI)                                                                           | Bạch kim    | 30.000*                       |
| New Zealand (RMNZ)                                                                 | Vàng        | 7.500*                        |
| Tây Ban Nha (PROMUSICAE)                                                           | 3× Bạch kim | 60.000^                       |
| Thụy Sĩ (IFPI)                                                                     | Bạch kim    | 30.000^                       |
| Anh Quốc (BPI)                                                                     | Bạch kim    | 600.000^                      |
| Hoa Kỳ (RIAA)                                                                      | Bạch kim    | 2,000,000                     |
| * Chứng nhận dựa theo doanh số tiêu thụ. ^ Chứng nhận dựa theo doanh số nhập hàng. |             |                               |